# هيلاري بيكلز
هيلاري بيكلز (بالإنجليزية: Hilary Beckles)‏ هو مؤرخ باربادوسي، ولد في 11 أغسطس 1955 في باربادوس.